# Reo Yasunaga
Reo Yasunaga (安永 玲央?, Yasunaga Reo; Tokyo, 19 novembre 2000) è un calciatore giapponese, centrocampista del Matsumoto Yamaga.